# Drymoglossum niphoboloides
Drymoglossum niphoboloides là một loài thực vật có mạch trong họ Polypodiaceae. Loài này được (Luerss.) Baker miêu tả khoa học đầu tiên năm 1887.